# The Woodentops
The Woodentops — британская рок-группа, образовавшаяся в 1983 году в Нортгемптоне, Англия, и соединившая в своём творчестве идеалы движения DIY с экономным, но крайне энергетичным акустическим пауэр-поп-роком. The Woodentops пользовались большой симпатией британской музыкальной критики, но имели умеренный коммерческий успех, хотя два их альбома (Live Hypnobeat Live, 1987 и Wooden Foot Cops on the Highway, 1988) и два сингла («Well Well Well», 1985 и «Long Affair With Everyday Living», 1986) поднимались на вершину UK Indie Chart.

## История группы
The Woodentops образовались в 1983 году, когда автор песен, вокалист и гитарист Роло Макгинти (англ. Rolo McGinty, экс-The Wild Swans, The Jazz Butcher), пригласил в состав Саймона Моуби (англ. Simon Mawby, гитара), Элис Томпсон (англ. Alice Thompson, клавишные), Фрэнка ДиФрейтаса (англ. Frank DeFreitas, бас-гитара) и Пола Хукэма (англ. Paul Hookham, ударные).
Выпустив дебютный сингл «Plenty» на Food Records в 1984 году, они подписал контракт с Rough Trade Records, где вышли синглы «Move Me» (UK Indie #9), «Well Well Well» (UK Indie #1) и «It Will Come» (UK Indie #4), а затем и дебютный альбом Giant (1986), записанный с продюсером Робом Сарджентом. В звучании пластинки преобладали акустические гитары, но использовались также аккордеон, маримба, струнные и духовые инструменты. Альбом достиг #35 в национальных чартах.
После этого группа приступила к более смелым экспериментам со звуком — теперь в большей степени электрическим и электронным. Её концерты становились все более бурными и непредсказуемыми, что продемонстрировал живой альбом Live Hypno Beat (1987), записанный в Лос-Анджелесе за год до выпуска. Песня «Why» стала хитом в клубах Ивисы, где тогда только ещё начинался клубный бум.
В 1987 году из состава ушла Томпсон: её заменила Энн Стивенсон (англ. Anne Stephenson) из The Communards. Второй альбом Wooden Foot Cops on the Highway (1988), записанный при участии таких студийных профессионалов, как Берни Уоррелл (англ. Bernie Worrell) и Дуг Уимбуш (англ. Doug Wimbish), оказался более экспериментальным, но в целом разочаровал музыкальную критику, которая ждала большего после столь многообещающего начала. К числу неожиданных достижений группы следует отнести тот факт, что слушатели лос-анджелесской радиостанции KROQ поставили песню «Stop This Car» на #15 в списке 106 лучших вещей в плей-листе 1988 года. Другой трек, «Wheels Turning» стал в Калифорнии клубным танцевальным хитом.
Оставаясь одним из самых интересных и необычных коллективов британской инди-сцены, Woodentops так и не смогли создать себе массовой аудитории (исключение составила лишь Япония). После продолжительного всемирного турне 1991—1992 годов, когда стало ясно, что им не суждено подняться выше статуса культовой группы, Макгинти распустил состав. Некоторое время он выступал с электронным проектом Dogs Deluxe, позже сотрудничал с Гэри Лукасом (вокал в «Gods and Monsters»).
В 2006 году на волне британской инди-ностальгии Woodentops собрались вновь и дали серию концертов в составе: МакГинти, Моуби, Фрэнк ди Фрейтас, Эйн О’Кифф (англ. Aine O’Keeffe, клавишные), и Пол Эшби (англ. Paul Ashby, ударные).

## Дискография

### Альбомы
- Well, Well, Well… The Unabridged Singles Collection (1985) Rough Trade UCD 60003-2
- Giant (1986) Rough Trade/Columbia (UK #35, UK Indie #2)
- Live Hypnobeat Live (1987) Rough Trade/Epic (UK Indie #1)
- Wooden Foot Cops on the Highway (1988) Rough Trade (UK #48, UK Indie #1)
- Bamboo: The Best Of The Woodentops (2003)
- Vinegar (2006)
- BBC Sessions (2007) Renascent

### Синглы
- «Plenty» (1984) Food (UK Indie #40)
- «Move Me» (1985) Rough Trade (UK Indie #9)
- «Well Well Well» (1985) Rough Trade (UK Indie #1)
- «It Will Come» (1985) Rough Trade (UK Indie #4)
- «Good Thing» (1986) Rough Trade (UK Indie #7)
- «(Love Affair With) Everyday Living» (1986) Rough Trade (UK #72, UK Indie #1)
- «Give It Time» (1987) Epic (US)
- «You Make Me Feel» (1988) Rough Trade (UK Indie #4)[3]
- Woodentops Vs. Bang The Party EP (1991) Hyperactive
- «Stay Out of the Light» (1991) Hyperactive